# Dimayor 2010
El Campeonato Oficial DIMAYOR 2010 fue la trigésima segunda edición de la mayor competición de la División Mayor del Básquetbol de Chile. Fue disputada entre el 30 de octubre y el 11 de diciembre de 2010.
Debido a los problemas administrativos de liga, que motivaron el retiro de los principales clubes de la asociación para formar la Liga Nacional Superior, el campeonato estuvo integrado solo por cuatro equipos de la Zona Sur de Chile.
Originalmente, el certamen fue programado para disputarse en dos zonas (Sur y Norte) integradas por cuatro equipos, al término de las cuales los dos mejores clasificados de cada zona jugarían un cuadrangular final por el campeonato. Sin embargo, luego de que los clubes de la Zona Norte decidieran no disputar sus encuentros, el ganador de la Zona Sur fue declarado como campeón.

## Equipos participantes
| Nombre                   | Ciudad       | Fundación | Gimnasio                                             |
| ------------------------ | ------------ | --------- | ---------------------------------------------------- |
| Deportivo Valdivia       | Valdivia     | 1985      | Coliseo Municipal Antonio Azurmendy Riveros          |
| Universidad de Los Lagos | Puerto Montt | 1999      | Gimnasio Campus Chinquihue de Puerto Montt           |
| Deportes Lautaro         | Temuco       | 1993      | Gimnasio Municipal "El Toqui" de Lautaro             |
| Deportes Victoria        | Victoria     |           | Gimnasio Municipal Bernardo Muñoz Vargas de Victoria |

## Clasificación
| Pos | Equipo                   | Pts. | J | G | P | PF  | PC  | Dif. |
| --- | ------------------------ | ---- | - | - | - | --- | --- | ---- |
| 1   | Universidad de Los Lagos | 10   | 6 | 4 | 2 | 550 | 452 | +98  |
| 2   | Deportivo Valdivia       | 9    | 6 | 3 | 3 | 526 | 483 | +43  |
| 3   | Deportes Victoria        | 9    | 6 | 3 | 3 | 514 | 498 | +16  |
| 4   | Deportes Lautaro         | 8    | 6 | 2 | 4 | 408 | 565 | -157 |

|  | Campeón |

J = Partidos Jugados; G = Partidos Ganados; P = Partidos perdidos; PF = Puntos a favor; PC = Puntos en contra

## Campeón
| Chile                                      |
| Campeón Universidad de Los Lagos 1º título |